# Hélène Goudin
Hélène Goudin (ur. 25 listopada 1956 w Brukseli) – szwedzka nauczycielka, polityk, deputowana do Parlamentu Europejskiego (2004–2009).

## Życiorys
Pracowała w branży hotelarskiej i turystycznej. Była też nauczycielką w szkołach podstawowych. Zaangażowana w działalność organizacji społecznych i edukacyjnych w Piteå. Należała do Szwedzkiej Socjaldemokratycznej Partii Robotniczej.
W wyborach w 2004 uzyskała mandat posłanki do Parlamentu Europejskiego z ramienia eurosceptycznej Listy Czerwcowej. Przystąpiła do grupy Niepodległość i Demokracja, została członkinią m.in. Komisji Rybołówstwa oraz Komisji Rozwoju. W PE zasiadała do 2009.